# Echium gentianoides
Echium gentianoides is een overblijvende plant uit de ruwbladigenfamilie (Boraginaceae), die endemisch is op het Canarische eiland La Palma.
De plant valt op door zijn grote, helblauwe bloemen en komt enkel voor op rotsige hellingen van de vulkaan Caldera de Taburiente.

## Naamgeving enetymologie
De naam Echium is afgeleid van het Oudgriekse woord ἔχις (echis) = adder of gifslang. Zie daarvoor het artikel over Echium. De soortaanduiding gentianioides komt van het Latijn en betekent 'lijkend op een gentiaan', naar de helblauwe kleur van de bloemen.

## Kenmerken
Echium gentianoides is een overblijvende plant plant met een verhoute, vertakte stengel die tot 120 cm hoog wordt en onbehaarde, blauwgroene lancetvormige bladeren die in kransen staan ingeplant.
De bloeiwijze is een tros met tientallen tot 2,5 cm lange, buisvormige, helblauwe bloemen.
De plant bloeit in de lente.

## Habitaten verspreiding
Echium gentianoides komt lokaal voor op droge en voedselarme vulkaanbodem in de subalpiene zone (van 1800 tot 2300 m hoogte) van de Caldera de Taburiente op het Canarische eiland La Palma.
... · 
E. aculeatum · 
E. brevirame · 
E. candicans · 
E. creticum · 
E. gentianoides · 
E. hypertropicum · 
E. nervosum · 
E. pininana · 
E. plantagineum · 
E. sabulicola · 
E. simplex · 
E. virescens · 
E. vulgare (Slangenkruid) · 
E. webbii · 
E. wildpretii · 
E. wildpretii subsp. trichosiphon · 
E. wildpretii subsp. wildpretii · 
...